# Tom Williams (muzikant)
Tom Williams (Baltimore, 4 december 1962 – 7 augustus 2023) was een Amerikaanse jazzmuzikant (trompet, drums) en componist.

## Biografie
Williams begon in 1968 trompet te spelen. Tijdens zijn highschool-tijd leerde hij bovendien drums te bespelen. Hij studeerde begin jaren 1980 aan de Towson State University, met wiens jazzensemble in 1981/1982 de eerste plaatopnamen ontstonden. Tijden de daaropvolgende jaren ging hij op tournee met Ray Charles, behoorde hij tot het door Mercer Ellington geleide Duke Ellington Orchestra, toerde hij met de musical Sophisticated Ladies en ging hij met Jimmy Heath in de studio (Peer Pleasure, 1987). Dan speelde hij als beroepssoldaat als solist in de bands Jazz Ambassadors en Army Blues van het Amerikaanse leger.
Sinds de jaren 1990 werkte hij onder andere met Steve Wilson (New York Summit, 1991), Donald Ray Brown, Ron Holloway, Rob Bargad, het Smithsonian Jazz Masterworks Orchestra en Larry Willis (A Tribute to Someone, 1993). Zijn debuutalbum nam hij in 1991 op in New York in de kwintetbezetting Javon Jackson, Kenny Barron, Peter Washington en Kenny Washington bij Criss Cross Jazz. Op het gebied van de jazz was hij tussen 1981 en 2001 betrokken bij 29 opnamesessies. Qua stijl was Williams trompetspel verwant aan de hardbop. Williams onderwees jazztrompet aan de University of Maryland in Baltimore.

## Onderscheidingen
In 1990 was Williams finalist bij het Thelonious Monk-concours. Hij haalde de tweede plaats. In 2014 kreeg hij de 'Benny Golson Jazz Master Award'.

## Discografie
- 1993: Straight Street (Criss Cross Jazz), met Gary Thomas, Kevin Hays, Peter Washington, Kenny Washington